# Coproica hirticula
Coproica hirticula är en tvåvingeart som beskrevs av Collin 1956. Coproica hirticula ingår i släktet Coproica och familjen hoppflugor. Arten är reproducerande i Sverige. Inga underarter finns listade i Catalogue of Life.